# Åke Norling
Sven Åke Norling, född 5 mars 1924 i Engelbrekts församling i Stockholm, död 7 april 2001 i Göteborgs Vasa församling, var en svensk politiker (moderat) och landshövding.
Norling blev student vid Norra Real 1942, pol mag i Stockholm 1946 och studerade därefter i Frankrike 1946–1947. Han anställdes därefter vid AB Seeling & Co 1948, vid Swedish Goods AB 1948–1950 samt vid AB Odimex 1950–1952. Han var ombudsman och kommunalpolitisk sekreterare hos dåvarande Högerpartiet i Stockholms län och Stockholms stad 1953–1959, därefter stadssekreterare för kulturavdelningen/kommunalråd i Göteborg 1960–1979 och landshövding i Göteborgs och Bohus län 1980–1989.
Åke Norling var ledamot av Stockholms läns landsting 1955–1959, av dess arbetsvårdsstyrelse 1957–1959, och av dess folkbildningskommitté 1957–1959. Han var ledamot av stadsfullmäktige i Solna 1955–1959, av Solna drätselkammare 1956–1959, av styrelsen för AB Solna el- och vattenverk 1956–1958, av styrelsen för Råsunda förstads AB 1957–1959, av styrelsen för AB Valvet 1959 samt ledamot av Solna stadsfullmäktiges valkommitté 1956–1959. Han var ledamot av Göteborgs kommunfullmäktige 1963–1980 och dess ordförande 1979–1980.

## Familj
Åke Norling var son till verkställande direktören Arvid Norling och telegrafexpeditören Maria Norling, född Johansson. Gift första gången 16 april 1950 med Britt Källander (1925–1982) och andra gången 8 februari 1985 med Gunnel Åberg (i hennes tredje gifte). Åke Norling är begravd på Västra kyrkogården i Göteborg.